# Championnat du monde masculin de curling 1994
Navigation
Édition précédente Édition suivante
Le Championnat du monde masculin de curling 1994 (nom officiel : World Men's Curling Championship) est la 36e édition de cette compétition de curling.

Il a été organisé en Allemagne dans la ville d'Oberstdorf, dans l'Eisstadion du 10 au 17 avril 1994.

## Équipes
| Australie | Canada | Danemark | Allemagne |
| --- | --- | --- | --- |
| New South Wales CC, Victoria Skip: Hugh Millikin Third: Tom Kidd Second: Gerald Chick Lead: Stephen Hewitt Remplaçant : Brian Johnson                         | Kelowna CC, British Columbia Skip: Rick Folk Third: Pat Ryan Second: Bert Gretzinger Lead: Gerry Richard Remplaçant : Ron Steinhauer      | Hvidovre CC Skip: Gert Larsen Third: Oluf Olsen Second: Michael Harry Lead: Henrik Jakobsen Remplaçant : Tommy Stjerne         | Füssen CC Skip: Andy Kapp Third: Uli Kapp Second: Oliver Axnick Lead: Michael Schäffer Remplaçant : Holger Höhne             |
| Pays-Bas | Norvège | Écosse | Suède |
| Prins Willem-Alexander CC, The Hague Skip: Wim Neeleman Third: Floris van Imhoff Second: Rob Vilain Lead: Jeroen Van Dillewijn Remplaçant : Gustaf van Imhoff | Risenga CK, Oslo Skip: Tormod Andreassen Third: Stig-Arne Gunnestad Second: Flemming Davanger Lead: Kjell Berg Remplaçant : Terje Lyshaug | Carrington CC, Edinburgh Skip: Colin Hamilton Third: Robert Kelly Second: Vic Moran Lead: Colin Barr Remplaçant : Trevor Dodds | Östersunds CK Skip: Jan-Olov Nässén Third: Anders Lööf Second: Mikael Ljungberg Lead: Leif Sätter Remplaçant : Örjan Jonsson |
| Suisse | États-Unis | | |
| Biel-Touring CC, Biel Skip: Markus Eggler Third: Dominic Andres Second: Stefan Hofer Lead: Björn Schröder Remplaçant : Martin Zürrer                          | Bemidji CC, Minnesota Skip: Scott Baird Third: Pete Fenson Second: Mark Haluptzok Lead: Tim Johnson Remplaçant : Dan Haluptzok            | | |

## Classement
| Pays       | Skip              | V | D |
| ---------- | ----------------- | - | - |
| Suisse     | Markus Eggler     | 8 | 1 |
| Canada     | Rick Folk         | 8 | 1 |
| Allemagne  | Andy Kapp         | 5 | 4 |
| Suède      | Jan-Olov Nässén   | 5 | 4 |
| États-Unis | Scott Baird       | 5 | 4 |
| Norvège    | Tormod Andreassen | 4 | 5 |
| Danemark   | Gert Larsen       | 3 | 6 |
| Pays-Bas   | Wim Neeleman      | 3 | 6 |
| Écosse     | Colin Hamilton    | 3 | 6 |
| Australie  | Hugh Millikin     | 1 | 8 |

*Légende: V = Victoire - D = Défaite

## Résultats

### Match 1
| Équipes          | 1 | 2 | 3 | 4 | 5 | 6 | 7 | 8 | 9 | 10 | Total |
| ---------------- | - | - | - | - | - | - | - | - | - | -- | ----- |
| Suède (Nässén)   | – | – | – | – | – | – | – | – | – | –  | 3     |
| Allemagne (Kapp) | – | – | – | – | – | – | – | – | – | –  | 8     |

| Équipes           | 1 | 2 | 3 | 4 | 5 | 6 | 7 | 8 | 9 | 10 | Total |
| ----------------- | - | - | - | - | - | - | - | - | - | -- | ----- |
| Écosse (Hamilton) | – | – | – | – | – | – | – | – | – | –  | 6     |
| Danemark (Larsen) | – | – | – | – | – | – | – | – | – | –  | 10    |

| Équipes         | 1 | 2 | 3 | 4 | 5 | 6 | 7 | 8 | 9 | 10 | Total |
| --------------- | - | - | - | - | - | - | - | - | - | -- | ----- |
| Suisse (Eggler) | – | – | – | – | – | – | – | – | – | –  | 6     |
| Canada (Folk)   | – | – | – | – | – | – | – | – | – | –  | 4     |

| Équipes              | 1 | 2 | 3 | 4 | 5 | 6 | 7 | 8 | 9 | 10 | Total |
| -------------------- | - | - | - | - | - | - | - | - | - | -- | ----- |
| Norvège (Andreassen) | – | – | – | – | – | – | – | – | – | –  | 3     |
| États-Unis (Baird)   | – | – | – | – | – | – | – | – | – | –  | 5     |

| Équipes              | 1 | 2 | 3 | 4 | 5 | 6 | 7 | 8 | 9 | 10 | Total |
| -------------------- | - | - | - | - | - | - | - | - | - | -- | ----- |
| Pays-Bas (Neeleman)  | – | – | – | – | – | – | – | – | – | –  | 7     |
| Australie (Millikin) | – | – | – | – | – | – | – | – | – | –  | 4     |

### Match 2
| Équipes            | 1 | 2 | 3 | 4 | 5 | 6 | 7 | 8 | 9 | 10 | Total |
| ------------------ | - | - | - | - | - | - | - | - | - | -- | ----- |
| États-Unis (Baird) | – | – | – | – | – | – | – | – | – | –  | 5     |
| Danemark (Larsen)  | – | – | – | – | – | – | – | – | – | –  | 7     |

| Équipes              | 1 | 2 | 3 | 4 | 5 | 6 | 7 | 8 | 9 | 10 | Total |
| -------------------- | - | - | - | - | - | - | - | - | - | -- | ----- |
| Australie (Millikin) | – | – | – | – | – | – | – | – | – | –  | 4     |
| Suisse (Eggler)      | – | – | – | – | – | – | – | – | – | –  | 7     |

| Équipes           | 1 | 2 | 3 | 4 | 5 | 6 | 7 | 8 | 9 | 10 | Total |
| ----------------- | - | - | - | - | - | - | - | - | - | -- | ----- |
| Suède (Nässén)    | – | – | – | – | – | – | – | – | – | –  | 10    |
| Écosse (Hamilton) | – | – | – | – | – | – | – | – | – | –  | 4     |

| Équipes             | 1 | 2 | 3 | 4 | 5 | 6 | 7 | 8 | 9 | 10 | Total |
| ------------------- | - | - | - | - | - | - | - | - | - | -- | ----- |
| Canada (Folk)       | – | – | – | – | – | – | – | – | – | –  | 7     |
| Pays-Bas (Neeleman) | – | – | – | – | – | – | – | – | – | –  | 3     |

| Équipes              | 1 | 2 | 3 | 4 | 5 | 6 | 7 | 8 | 9 | 10 | Total |
| -------------------- | - | - | - | - | - | - | - | - | - | -- | ----- |
| Allemagne (Kapp)     | – | – | – | – | – | – | – | – | – | –  | 10    |
| Norvège (Andreassen) | – | – | – | – | – | – | – | – | – | –  | 8     |

### Match 3
| Équipes         | 1 | 2 | 3 | 4 | 5 | 6 | 7 | 8 | 9 | 10 | Total |
| --------------- | - | - | - | - | - | - | - | - | - | -- | ----- |
| Suède (Nässén)  | – | – | – | – | – | – | – | – | – | –  | 8     |
| Suisse (Eggler) | – | – | – | – | – | – | – | – | – | –  | 7     |

| Équipes              | 1 | 2 | 3 | 4 | 5 | 6 | 7 | 8 | 9 | 10 | Total |
| -------------------- | - | - | - | - | - | - | - | - | - | -- | ----- |
| Norvège (Andreassen) | – | – | – | – | – | – | – | – | – | –  | 6     |
| Canada (Folk)        | – | – | – | – | – | – | – | – | – | –  | 10    |

| Équipes             | 1 | 2 | 3 | 4 | 5 | 6 | 7 | 8 | 9 | 10 | Total |
| ------------------- | - | - | - | - | - | - | - | - | - | -- | ----- |
| Pays-Bas (Neeleman) | – | – | – | – | – | – | – | – | – | –  | 9     |
| Danemark (Larsen)   | – | – | – | – | – | – | – | – | – | –  | 8     |

| Équipes              | 1 | 2 | 3 | 4 | 5 | 6 | 7 | 8 | 9 | 10 | Total |
| -------------------- | - | - | - | - | - | - | - | - | - | -- | ----- |
| Allemagne (Kapp)     | – | – | – | – | – | – | – | – | – | –  | 10    |
| Australie (Millikin) | – | – | – | – | – | – | – | – | – | –  | 9     |

| Équipes            | 1 | 2 | 3 | 4 | 5 | 6 | 7 | 8 | 9 | 10 | Total |
| ------------------ | - | - | - | - | - | - | - | - | - | -- | ----- |
| États-Unis (Baird) | – | – | – | – | – | – | – | – | – | –  | 7     |
| Écosse (Hamilton)  | – | – | – | – | – | – | – | – | – | –  | 4     |

### Match 4
| Équipes           | 1 | 2 | 3 | 4 | 5 | 6 | 7 | 8 | 9 | 10 | Total |
| ----------------- | - | - | - | - | - | - | - | - | - | -- | ----- |
| Allemagne (Kapp)  | – | – | – | – | – | – | – | – | – | –  | 4     |
| Écosse (Hamilton) | – | – | – | – | – | – | – | – | – | –  | 8     |

| Équipes             | 1 | 2 | 3 | 4 | 5 | 6 | 7 | 8 | 9 | 10 | Total |
| ------------------- | - | - | - | - | - | - | - | - | - | -- | ----- |
| Pays-Bas (Neeleman) | – | – | – | – | – | – | – | – | – | –  | 2     |
| Suède (Nässén)      | – | – | – | – | – | – | – | – | – | –  | 9     |

| Équipes              | 1 | 2 | 3 | 4 | 5 | 6 | 7 | 8 | 9 | 10 | Total |
| -------------------- | - | - | - | - | - | - | - | - | - | -- | ----- |
| États-Unis (Baird)   | – | – | – | – | – | – | – | – | – | –  | 11    |
| Australie (Millikin) | – | – | – | – | – | – | – | – | – | –  | 6     |

| Équipes           | 1 | 2 | 3 | 4 | 5 | 6 | 7 | 8 | 9 | 10 | Total |
| ----------------- | - | - | - | - | - | - | - | - | - | -- | ----- |
| Danemark (Larsen) | – | – | – | – | – | – | – | – | – | –  | 2     |
| Canada (Folk)     | – | – | – | – | – | – | – | – | – | –  | 9     |

| Équipes              | 1 | 2 | 3 | 4 | 5 | 6 | 7 | 8 | 9 | 10 | Total |
| -------------------- | - | - | - | - | - | - | - | - | - | -- | ----- |
| Norvège (Andreassen) | – | – | – | – | – | – | – | – | – | –  | 5     |
| Suisse (Eggler)      | – | – | – | – | – | – | – | – | – | –  | 9     |

### Match 5
| Équipes              | 1 | 2 | 3 | 4 | 5 | 6 | 7 | 8 | 9 | 10 | Total |
| -------------------- | - | - | - | - | - | - | - | - | - | -- | ----- |
| Canada (Folk)        | – | – | – | – | – | – | – | – | – | –  | 8     |
| Australie (Millikin) | – | – | – | – | – | – | – | – | – | –  | 6     |

| Équipes              | 1 | 2 | 3 | 4 | 5 | 6 | 7 | 8 | 9 | 10 | Total |
| -------------------- | - | - | - | - | - | - | - | - | - | -- | ----- |
| Norvège (Andreassen) | – | – | – | – | – | – | – | – | – | –  | 11    |
| Écosse (Hamilton)    | – | – | – | – | – | – | – | – | – | –  | 5     |

| Équipes             | 1 | 2 | 3 | 4 | 5 | 6 | 7 | 8 | 9 | 10 | Total |
| ------------------- | - | - | - | - | - | - | - | - | - | -- | ----- |
| Pays-Bas (Neeleman) | – | – | – | – | – | – | – | – | – | –  | 4     |
| Suisse (Eggler)     | – | – | – | – | – | – | – | – | – | –  | 9     |

| Équipes            | 1 | 2 | 3 | 4 | 5 | 6 | 7 | 8 | 9 | 10 | Total |
| ------------------ | - | - | - | - | - | - | - | - | - | -- | ----- |
| États-Unis (Baird) | – | – | – | – | – | – | – | – | – | –  | 5     |
| Suède (Nässén)     | – | – | – | – | – | – | – | – | – | –  | 3     |

| Équipes           | 1 | 2 | 3 | 4 | 5 | 6 | 7 | 8 | 9 | 10 | Total |
| ----------------- | - | - | - | - | - | - | - | - | - | -- | ----- |
| Danemark (Larsen) | – | – | – | – | – | – | – | – | – | –  | 4     |
| Allemagne (Kapp)  | – | – | – | – | – | – | – | – | – | –  | 6     |

### Match 6
| Équipes             | 1 | 2 | 3 | 4 | 5 | 6 | 7 | 8 | 9 | 10 | Total |
| ------------------- | - | - | - | - | - | - | - | - | - | -- | ----- |
| États-Unis (Baird)  | – | – | – | – | – | – | – | – | – | –  | 4     |
| Pays-Bas (Neeleman) | – | – | – | – | – | – | – | – | – | –  | 6     |

| Équipes              | 1 | 2 | 3 | 4 | 5 | 6 | 7 | 8 | 9 | 10 | Total |
| -------------------- | - | - | - | - | - | - | - | - | - | -- | ----- |
| Australie (Millikin) | – | – | – | – | – | – | – | – | – | –  | 8     |
| Danemark (Larsen)    | – | – | – | – | – | – | – | – | – | –  | 4     |

| Équipes              | 1 | 2 | 3 | 4 | 5 | 6 | 7 | 8 | 9 | 10 | Total |
| -------------------- | - | - | - | - | - | - | - | - | - | -- | ----- |
| Suède (Nässén)       | – | – | – | – | – | – | – | – | – | –  | 6     |
| Norvège (Andreassen) | – | – | – | – | – | – | – | – | – | –  | 5     |

| Équipes          | 1 | 2 | 3 | 4 | 5 | 6 | 7 | 8 | 9 | 10 | Total |
| ---------------- | - | - | - | - | - | - | - | - | - | -- | ----- |
| Suisse (Eggler)  | – | – | – | – | – | – | – | – | – | –  | 5     |
| Allemagne (Kapp) | – | – | – | – | – | – | – | – | – | –  | 3     |

| Équipes           | 1 | 2 | 3 | 4 | 5 | 6 | 7 | 8 | 9 | 10 | Total |
| ----------------- | - | - | - | - | - | - | - | - | - | -- | ----- |
| Écosse (Hamilton) | – | – | – | – | – | – | – | – | – | –  | 6     |
| Canada (Folk)     | – | – | – | – | – | – | – | – | – | –  | 9     |

### Match 7
| Équipes              | 1 | 2 | 3 | 4 | 5 | 6 | 7 | 8 | 9 | 10 | Total |
| -------------------- | - | - | - | - | - | - | - | - | - | -- | ----- |
| Norvège (Andreassen) | – | – | – | – | – | – | – | – | – | –  | 6     |
| Danemark (Larsen)    | – | – | – | – | – | – | – | – | – | –  | 4     |

| Équipes            | 1 | 2 | 3 | 4 | 5 | 6 | 7 | 8 | 9 | 10 | Total |
| ------------------ | - | - | - | - | - | - | - | - | - | -- | ----- |
| États-Unis (Baird) | – | – | – | – | – | – | – | – | – | –  | 3     |
| Suisse (Eggler)    | – | – | – | – | – | – | – | – | – | –  | 6     |

| Équipes          | 1 | 2 | 3 | 4 | 5 | 6 | 7 | 8 | 9 | 10 | Total |
| ---------------- | - | - | - | - | - | - | - | - | - | -- | ----- |
| Allemagne (Kapp) | – | – | – | – | – | – | – | – | – | –  | 9     |
| Canada (Folk)    | – | – | – | – | – | – | – | – | – | –  | 10    |

| Équipes             | 1 | 2 | 3 | 4 | 5 | 6 | 7 | 8 | 9 | 10 | Total |
| ------------------- | - | - | - | - | - | - | - | - | - | -- | ----- |
| Écosse (Hamilton)   | – | – | – | – | – | – | – | – | – | –  | 9     |
| Pays-Bas (Neeleman) | – | – | – | – | – | – | – | – | – | –  | 4     |

| Équipes              | 1 | 2 | 3 | 4 | 5 | 6 | 7 | 8 | 9 | 10 | Total |
| -------------------- | - | - | - | - | - | - | - | - | - | -- | ----- |
| Suède (Nässén)       | – | – | – | – | – | – | – | – | – | –  | 8     |
| Australie (Millikin) | – | – | – | – | – | – | – | – | – | –  | 4     |

### Match 8
| Équipes           | 1 | 2 | 3 | 4 | 5 | 6 | 7 | 8 | 9 | 10 | Total |
| ----------------- | - | - | - | - | - | - | - | - | - | -- | ----- |
| Écosse (Hamilton) | – | – | – | – | – | – | – | – | – | –  | 4     |
| Suisse (Eggler)   | – | – | – | – | – | – | – | – | – | –  | 5     |

| Équipes             | 1 | 2 | 3 | 4 | 5 | 6 | 7 | 8 | 9 | 10 | Total |
| ------------------- | - | - | - | - | - | - | - | - | - | -- | ----- |
| Allemagne (Kapp)    | – | – | – | – | – | – | – | – | – | –  | 10    |
| Pays-Bas (Neeleman) | – | – | – | – | – | – | – | – | – | –  | 0     |

| Équipes              | 1 | 2 | 3 | 4 | 5 | 6 | 7 | 8 | 9 | 10 | Total |
| -------------------- | - | - | - | - | - | - | - | - | - | -- | ----- |
| Australie (Millikin) | – | – | – | – | – | – | – | – | – | –  | 4     |
| Norvège (Andreassen) | – | – | – | – | – | – | – | – | – | –  | 10    |

| Équipes           | 1 | 2 | 3 | 4 | 5 | 6 | 7 | 8 | 9 | 10 | Total |
| ----------------- | - | - | - | - | - | - | - | - | - | -- | ----- |
| Suède (Nässén)    | – | – | – | – | – | – | – | – | – | –  | 4     |
| Danemark (Larsen) | – | – | – | – | – | – | – | – | – | –  | 5     |

| Équipes            | 1 | 2 | 3 | 4 | 5 | 6 | 7 | 8 | 9 | 10 | Total |
| ------------------ | - | - | - | - | - | - | - | - | - | -- | ----- |
| États-Unis (Baird) | – | – | – | – | – | – | – | – | – | –  | 2     |
| Canada (Folk)      | – | – | – | – | – | – | – | – | – | –  | 3     |

### Match 9
| Équipes              | 1 | 2 | 3 | 4 | 5 | 6 | 7 | 8 | 9 | 10 | Total |
| -------------------- | - | - | - | - | - | - | - | - | - | -- | ----- |
| Pays-Bas (Neeleman)  | – | – | – | – | – | – | – | – | – | –  | 5     |
| Norvège (Andreassen) | – | – | – | – | – | – | – | – | – | –  | 6     |

| Équipes        | 1 | 2 | 3 | 4 | 5 | 6 | 7 | 8 | 9 | 10 | Total |
| -------------- | - | - | - | - | - | - | - | - | - | -- | ----- |
| Canada (Folk)  | – | – | – | – | – | – | – | – | – | –  | 4     |
| Suède (Nässén) | – | – | – | – | – | – | – | – | – | –  | 3     |

| Équipes            | 1 | 2 | 3 | 4 | 5 | 6 | 7 | 8 | 9 | 10 | Total |
| ------------------ | - | - | - | - | - | - | - | - | - | -- | ----- |
| États-Unis (Baird) | – | – | – | – | – | – | – | – | – | –  | 8     |
| Allemagne (Kapp)   | – | – | – | – | – | – | – | – | – | –  | 7     |

| Équipes              | 1 | 2 | 3 | 4 | 5 | 6 | 7 | 8 | 9 | 10 | Total |
| -------------------- | - | - | - | - | - | - | - | - | - | -- | ----- |
| Australie (Millikin) | – | – | – | – | – | – | – | – | – | –  | 8     |
| Écosse (Hamilton)    | – | – | – | – | – | – | – | – | – | –  | 9     |

| Équipes           | 1 | 2 | 3 | 4 | 5 | 6 | 7 | 8 | 9 | 10 | Total |
| ----------------- | - | - | - | - | - | - | - | - | - | -- | ----- |
| Danemark (Larsen) | – | – | – | – | – | – | – | – | – | –  | 5     |
| Suisse (Eggler)   | – | – | – | – | – | – | – | – | – | –  | 9     |

### Tie-break

#### Tie break 1
| Équipes            | 1 | 2 | 3 | 4 | 5 | 6 | 7 | 8 | 9 | 10 | Total |
| ------------------ | - | - | - | - | - | - | - | - | - | -- | ----- |
| États-Unis (Baird) | – | – | – | – | – | – | – | – | – | –  | 4     |
| Allemagne (Kapp)   | – | – | – | – | – | – | – | – | – | –  | 9     |

#### Tie break 2
| Équipes            | 1 | 2 | 3 | 4 | 5 | 6 | 7 | 8 | 9 | 10 | Total |
| ------------------ | - | - | - | - | - | - | - | - | - | -- | ----- |
| Suède (Nässén)     | – | – | – | – | – | – | – | – | – | –  | 6     |
| États-Unis (Baird) | – | – | – | – | – | – | – | – | – | –  | 4     |

### Playoffs
|  | Demi-finales | Demi-finales |       |   | Finale | Finale |
|  | Demi-finales | Demi-finales |       |   | Finale | Finale |
|  |              |              |       |   |        |        |
|  |              |              |       |   |        |        |
|  |              |              |       |   |        |        |
|  | Suisse       | 4            |       |   |        |        |
|  | Suisse       | 4            |       |   |        |        |
|  | Suède        | 6            |       |   |        |        |
|  | Suède        | 6            | Suède | 2 |        |        |
|  |              |              | Suède | 2 |        |        |
|  |              | Canada       | 3     |   |        |        |
|  | Canada       | Canada       | 3     | 6 |        |        |
|  | Canada       |              |       | 6 |        |        |
|  | Allemagne    | 5            |       |   |        |        |
|  | Allemagne    | 5            |       |   |        |        |

#### Finale
| Équipes        | 1 | 2 | 3 | 4 | 5 | 6 | 7 | 8 | 9 | 10 | Total |
| -------------- | - | - | - | - | - | - | - | - | - | -- | ----- |
| Canada (Folk)  | 1 | 0 | 0 | 0 | 0 | 0 | 1 | 0 | 0 | 1  | 3     |
| Suède (Nässén) | 0 | 0 | 1 | 0 | 0 | 0 | 0 | 0 | 1 | 0  | 2     |

| Champion du monde de curling 1994 |
| --------------------------------- |
| Canada 22e titre                  |